# Londrina
Londrina – miasto w południowej Brazylii, w północnej części stanu Parana. Około 447 tys. mieszkańców.
Miasto jest siedzibą klubu piłkarskiego Londrina EC.
Siedziba Regionu Metropolitalnego Londrina (RML), drugiej co do wielkości aglomeracji miejskiej w stanie, której ludność szacowano w 2020 na 575 377 mieszkańców.
W mieście rozwinął się przemysł spożywczy oraz drzewny.

## Współpraca
- Modena
- Toledo